# Evangelos Venizelos
Evangelos Venezielos (em grego: Ευάγγελος Βενιζέλος, Salónica, 1 de janeiro de 1957) é um político grego. Ele foi presidente do Movimento Socialista Pan-helénico (PASOK) de 2012 até 2015. É professor de direito constitucional na Universidade Aristóteles de Salonica.
Em 19 de Março de 2012, Venezielos renunciou como Ministro das Finanças e Vice-Primeiro Ministro depois de ser eleito como presidente do PASOK para liderar o partido nas eleições legislativas na Grécia em 2012, substituindo George Papandreou.